# Dhauliganga
La Dhauliganga (le « Gange blanc » en népalais) est une rivière qui coule en Inde dans l'État de l'Uttarakhand, sur une longueur de 82 km. C'est un affluent de l'Alaknanda et donc un sous-affluent du Gange.

## Géographie
La Dhauliganga prend sa source à proximité du col de Niti (en), dans les régions frontalières entre le Garhwal et le sud-ouest du Tibet. Elle coule sur 50 km vers le sud jusqu'à ce qu'elle reçoive la Rishiganga (en) sur sa rive gauche à Rini (en), à proximité de Tapovan (en) dans le district de Chamoli. Elle coule ensuite sur 20 km vers l'ouest jusqu'à ce qu'elle se jette dans l'Alaknanda à Vishnuprayag (en), juste en amont de la ville de Joshimath.
La vallée supérieure de la Dhauliganga divise l'axe himalayen est-ouest, avec le massif du Nanda Devi à sa gauche et celui du Kamet à sa droite.

## Histoire
Le 7 février 2021, une partie du glacier du Nanda Devi (en), un glacier himalayen du parc national de Nanda Devi, s'est détachée et a fait monter le niveau de l'eau des rivières Rishiganga (en), Dhauliganga et Alaknanda. Le barrage de la Dhauliganga (en), situé près du village de Rini (en), a été détruit et un autre a subi un effondrement partiel. Les premiers rapports font état de 9 morts et 140 disparus,.